# Дизање тегова на Летњим олимпијским играма 2008.
Такмичње у дизању тегова је на Олимпијским играма одржано од 9. до 19. августа, у хали Пекиншког универзитета Аеронаутике и астронаутике. Учествовало је 257 такмичара из 86 земаља. Такмичење је одржано у мушкој и женској конкуренцији. Такмичило се у 15 дисцилпина: 8 мушких и 7 женских.

## Земље учеснице
| - Албанија (3) - Алжир (1) - Аргентина (2) - Аустралија (2) - Азербејџан (5) - Белорусија (10) - Белгија (1) - Боливија (1) - Бразил (1) - Венецуела (7) - Вијетнам (2) - Гватемала (1) - Грузија (3) - Грчка (4) - Доминиканска Република (1) - Египат (5) - Салвадор (1) - Еквадор (2) - Индонезија {5} - Иран (3) - Италија (4) - Јапан (6) - Јерменија (6) - Јужна Африка (1) - Јужна Кореја (9) - Казахстан (9) - Камерун (1) - Канада (5) - Катар (1) |  | - Кина (10) - Кинески Тајпеј (5) - Кипар (1) - Киргистан (1) - Кирибати (1) - Колумбија (9) - Куба (6) - Кукова острва (1) - Летонија (1) - Литванија (1) - Мађарска (1) - Малезија (1) - Маурицијус (1) - Мексико (2) - Микронезија (1) - Молдавија (5) - Монако (1) - Монголија (1) - Науру (1) - Немачка (5) - Непал (1) - Нигерија (3) - Никарагва (1) - Нови Зеланд (2) - Норвешка (1) - Папуа Нова Гвинеја (1) - Перу (1) - Пољска (10) - Порторико (1) |  | - Румунија (5) - Русија (10) - Самоа (1) - Саудијска Арабија (1) - Сејшели (1) - Сирија (1) - Сједињене Америчке Државе (6) - Словачка (2) - Соломонова острва (1) - Северна Кореја (7) - Тајланд (7) - Таџикистан (1) - Тонга (1) - Тувалу (1) - Тунис (2) - Турска (6) - Туркменистан (2) - Уједињено Краљевство (1) - Украјина (9) - Узбекистан (2) - Француска (4) - Филипини (1) - Финска (1) - Фиџи (1) - Чешка (1) - Чиле (1) - Шпанија {2} - Шри Ланка {1} |

## Резултати

### Мушке дисциплине
| Дисциплина          | Злато                        | Сребро                      | Бронза                        |
| до 56 кг детаљи     | Лунг Ћингћуен Кина           | Хоанг Ан Туан Вијетнам      | Еко Јули Ираван Индонезија    |
| до 62 кг детаљи     | Џанг Сјангсјанг Кина         | Дијего Салазар Колумбија    | Тријатно Индонезија           |
| до 69 кг детаљи     | Љао Хуеј Кина                | Ванслас Дабаја · Француска  | Тигран Мартиросјан Јерменија  |
| до 77 кг детаљи     | Са Ђе-Хјок Јужна Кореја      | Ли Хунгли Кина              | Геворг Давтјан Јерменија      |
| до 85 кг детаљи     | Лу Јунг Кина                 | Андреј Рибаков · Белорусија | Тигран Мартиросјан Јерменија  |
| до 94 кг детаљи     | Иља Илин Казахстан           | Шимон Колецки Пољска        | Хаџимурат Акајев · Русија     |
| до 105 кг детаљи    | Андреј Арјамнов · Белорусија | Димитриј Клоков · Русија    | Димитриј Лапиков · Русија     |
| преко 105 кг детаљи | Матијас Штајнер · Немачка    | Јевгениј Чигишев · Русија   | Викторс Шчербатихс · Летонија |

### Женске дисциплине
| Дисциплина         | Злато                                 | Сребро                    | Бронза                         |
| до 48 кг детаљи    | Чен Сјесја Кина                       | Сибел Озкан Турска        | Чен Веј-линг Кинески Тајпеј    |
| до 53 кг детаљи    | Прапаваде Јароенратанатаракон Тајланд | Јун Ђин-Хи Јужна Кореја   | Анастасија Новикова Белорусија |
| до 58 кг детаљи    | Чен Јанћинг Кина                      | Марина Шаинова Русија     | О Јонг Ае Северна Кореја       |
| до 63 кг детаљи    | Пак Хјон Сук Северна Кореја           | Ирина Некрасова Казакстан | Лу Јинг-чи Кинески Тајпеј      |
| до 69 кг детаљи    | Љу Чуенхунг Кина                      | Оксана Сливенко Русија    | Наталија Давидова Украјина     |
| до 75 кг детаљи    | Цао Леј Кина                          | Ала Важенина Казахстан    | Надежда Јевстјухина Русија     |
| преко 75 кг детаљи | Јанг Ми Ран Јужна Кореја              | Оља Коробка Украјина      | Марија Грабовецка Казакстан    |

## Биланс медаља
| Ранг   | Држава         | Злато | Сребро | Бронза | Укупно |
| 1      | Кина           | 8     | 1      | 0      | 9      |
| 2      | Јужна Кореја   | 2     | 1      | 0      | 3      |
| 3      | Казакстан      | 1     | 2      | 1      | 4      |
| 4      | Белорусија     | 1     | 1      | 1      | 3      |
| 5      | Северна Кореја | 1     | 0      | 1      | 2      |
| 6      | Немачка        | 1     | 0      | 0      | 1      |
| 6      | Тајланд        | 1     | 0      | 0      | 1      |
| 8      | Русија         | 0     | 4      | 3      | 7      |
| 9      | Украјина       | 0     | 1      | 1      | 2      |
| 10     | Колумбија      | 0     | 1      | 0      | 1      |
| 10     | Француска      | 0     | 1      | 0      | 1      |
| 10     | Пољска         | 0     | 1      | 0      | 1      |
| 10     | Турска         | 0     | 1      | 0      | 1      |
| 10     | Вијетнам       | 0     | 1      | 0      | 1      |
| 15     | Јерменија      | 0     | 0      | 3      | 3      |
| 16     | Кинески Тајпеј | 0     | 0      | 2      | 2      |
| 16     | Индонезија     | 0     | 0      | 2      | 2      |
| 18     | Летонија       | 0     | 0      | 1      | 1      |
| Укупно | Укупно         | 15    | 15     | 15     | 45     |